# Milo Yiannopoulos
Milo Yiannopoulos (* 18. října 1984, Chatham, Kent) je britský novinář a podnikatel. Yiannoupoulos založil v roce 2011 bulvární online magazín The Kernel, zaměřený na moderní technologie. Prodal jej roku 2014 společnosti Daily Dot Media. Do širšího povědomí se dostal koncem roku 2015, kdy se začal ve svých komentářích zabývat kontroverzí ohledně kauzy Gamergate, kterou také pomohl zmedializovat. V současnosti působí jako redaktor technologické rubriky pro americký konzervativní server Breitbart.com. V roce 2016 na sebe upoutal pozornost také svým přednáškovým turné po amerických univerzitách, nazvaným „The Dangerous Faggot Tour.“ Otevřeně se přiznává ke své homosexuální orientaci. Zásadně však vyvolal odpor poté, co se vyjádřil pozitivně na adresu potencionality pedofilních svazků.

## Mládí a vzdělání
Milo Yiannopoulos se narodil v Athénách pod rodným jménem Milo Hanrahan, ale vyrostl v Anglii. Po svém řeckém otci zdědil katolickou víru, jeho matka je židovka. Navštěvoval Univerzitu v Manchesteru, kterou však nedostudoval. Poté dva roky studoval anglickou literaturu na univerzitě v Cambridge, studia opět nedokončil.

## Kariéra
Yiannopoulos se původně hodlal věnovat divadelní kritice, ale během práce pro The Daily Telegraph, zkoumající vztah žen a IT, se v roce 2009 se začal zajímat o moderní technologie a jejich sociální aspekty. V roce 2011 spolu s několika přáteli založili online magazín The Kernel, ve kterém zastával post šéfredaktora, do té doby lze datovat i jeho přihlášení se k hnutí alt-right. Po finančních problémech a tahanicích v roce 2014 z této pozice odstoupil a magazín převzala společnost Daily Dot Media. Z pozice homosexuála často mluví o hrozbě islámu. Tvrdí že islamizace Evropy je jedním z důvodů, proč tráví čas v Americe, proto také horlivě podporoval republikánského kandidáta na prezidenta Spojených států amerických Donalda Trumpa.

### Gamergate
Yiannopoulos byl mezi prvními novináři, reflektujícími kauzu GamerGate, která začala v srpnu 2014. Kritizoval politizaci videoherní kultury ze strany feministických programátorů, aktivistů a blogerů. Od října 2015 působí jako vedoucí technologické sekce serveru Breitbart.com.

### The Dangerous Faggot Tour
V první polovině roku 2016 navštívil v rámci turné ke své chystané knize „The Dangerous Faggot Tour“ (volně přeloženo „turné nebezpečného buzíka“) několik severoamerických univerzit, kde pronášel proslovy týkající se aktuálních společenských otázek, feminismu nebo imigrace. Během jeho návštěvy na DePaul University došlo k incidentu, při kterém bylo jeho vystoupení přerušeno aktivisty z hnutí Black Lives Matter, kvůli čemuž skončilo po dvaceti minutách. Vedení univerzity celou událost odsoudilo.
1. února 2017 došlo na Kalifornské univerzitě v Berkeley k protestům proti Milově přednášce, které přerostly v nepokoje vedoucí k uzavření kampusu a zrušení jeho přednášky. Prezident Donald Trump pohrozil univerzitě odebráním federálních dotací. Po tomto incidentu bylo rozhodnuto o jeho pozvání na Konzervativní politickou akční konferenci (CPAC), kde měl přednést řeč chystanou původně pro univerzitu v Berkeley. Týden před chystanou konferencí však prosáklo na veřejnost video, kde obhajoval sex mužů s třináctiletými mladíky. I přesto, že vzal později svá slova zpět s tím, že dotyčné tvrzení měl na mysli jen v žertu, CPAC zrušila jeho pozvání, nakladatelství Simon & Schuster s ním zrušilo smlouvu na knihu Dangerous a on sám byl přinucen opustit redakci Breitbart.com.

### Ban na Twitteru
V červenci roku 2016 Milo napsal kritický článek o novém feministickém rebootu Ghostbusters, následně na Twitteru zkritizoval herečku Leslie Jones, která se ve zmíněném filmu hraje jednu z hlavních rolí. Leslie Jonesová ho okamžitě zablokovala, Milo pak ihned Tweetnul „blocked by another black dude.“ Také později uvedl, že Jonesová vypadá jako jeho bývalý sexuální partner. Twitter toto považoval za „hate speech“ a i přes to že Milův účet na Twitteru byl už v minulosti dočasně pozastaven, tentokrát jeho Twitter účet @Nero dostal permanentní ban. Na Twitteru ihned začal trendovat hashtag #FreeMilo. Milovi příznivci tento čin totiž viděli jako útok na svobodu slova. Yiannopoulos se objevil v mnoha rozhovorech nejen pro televizi ale také pro The Right Side Broadcasting nebo InfoWars které moderuje Alex Jones.